# Pasir Buncir
Pasir Buncir is een bestuurslaag in het regentschap Bogor van de provincie West-Java, Indonesië. Pasir Buncir telt 6565 inwoners (volkstelling 2010).